# Paradrillia melvilli
Paradrillia melvilli é uma espécie de gastrópode do gênero Paradrillia, pertencente a família Horaiclavidae.